# Akunk (Gegharkunik)
Akunk – wieś w Armenii, w prowincji Gegharkunik. W 2011 roku liczyła 4443 mieszkańców.